# 華沙路面電車
華沙路面電車（波蘭語：Tramwaje w Warszawie）是波蘭首都華沙的路面電車系統，全長138-（86-英里）。華沙路面電車共有750輛列車運營，是波蘭第二大電車系統。華沙路面電車共有27條常規路線，是華沙公共交通的主要構成部分。

## 外部連結
- 维基共享资源上的相關多媒體資源：華沙路面電車
- 官方网站
- Map of Tramlines (Valid as of 27 March 2013)
- Tramwar - a private website about trams in Warsaw （页面存档备份，存于） （波兰語）